# Sphex carbonicolor
Sphex carbonicolor là một loài côn trùng cánh màng trong họ Sphecidae, thuộc chi Sphex. Loài này được van der Vecht miêu tả khoa học đầu tiên năm 1973.